# Mario Gruppioni
Mario Gruppioni (San Giovanni in Persiceto, 13 settembre 1901 – Bologna, 19 gennaio 1939) è stato un lottatore italiano.
Come atleta della Società Sempre Avanti di Bologna vince due  Campionati italiani categoria Pesi Medi (fino a 75 kg) nel 1925 a Genova e nel 1928 a Milano.
Dal 1929, con la Società Bologna Sportiva,  ottiene altri prestigiosi risultati a livello nazionale e internazionale nella categoria Medio-Massimi (fino a 87 kg).
Olimpiade: Los Angeles 1932 (3º classificato – Medaglia di Bronzo)
Campionati europei: Milano 1925 (3º classificato – Medaglia di Bronzo), Dortmund 1929 (5º classificato), Praga 1931 (5º classificato).
Campione italiano dei pesi Medio-Massimi per tre anni consecutivi: nel 1929 a Bari,  nel 1930 a Napoli  e a Roma nel 1931.
Vanta inoltre numerose presenze in azzurro.